# 吉林省卫生健康委员会
吉林省卫生健康委员会（简称吉林省卫健委）是中华人民共和国吉林省人民政府主管卫生医疗工作的组成部门。

## 历史沿革
2018年10月18日14时，吉林省卫生健康委员会正式挂牌。它整合了原省卫生和计划生育委员会、省深化医药卫生体制改革领导小组办公室、省老龄工作委员会办公室的职责，以及省安全生产监督管理局的职业安全健康监督管理职责。

## 机构设置
吉林省卫生健康委员会下设：
机关处室
- 办公室（外事办公室）
- 人事处
- 规划发展与信息化处
- 财务处
- 法规处（行政审批办公室）
- 体制改革处
- 疾病预防控制处
- 医政医管处
- 基层卫生健康处
- 卫生应急办公室（突发公共卫生事件应急指挥中心）
- 科技教育处
- 综合监督处
- 药物政策与基本药物制度处
- 食品安全标准与监测评估处
- 老龄健康处
- 妇幼健康处
- 职业健康处
- 人口监测与家庭发展处
- 宣传处
- 保健处
- 安全生产监督管理处
- 老干部处
- 机关党委

市州卫生健康委
- 长春市卫生健康委员会
- 吉林市卫生健康委员会
- 四平市卫生健康委员会
- 辽源市卫生健康委员会
- 通化市卫生健康委员会
- 白山市卫生健康委员会
- 松原市卫生健康委员会
- 白城市卫生健康委员会
- 延边朝鲜族自治州卫生健康委员会

直属单位
- 吉林省人民医院
- 吉林省肿瘤医院
- 吉林省肿瘤防治研究所（省肿瘤防治办公室）
- 吉林省神经精神病医院
- 吉林省结核病医院
- 吉林省前卫医院
- 吉林省一汽总医院
- 吉林省妇幼保健院
- 吉林省人口生命科学技术研究院
- 吉林省职业病防治院
- 吉林省化学中毒医疗救治基地
- 吉林省中医药科学院（省中医药科学院第一临床医院）
- 吉林省胜利医院
- 吉林省疾病预防控制中心
- 吉林省卫生监测检验中心
- 吉林省结核病防治科学研究院（吉林省结核病防治科学研究院附属医院）
- 吉林省卫生和计划生育委员会卫生监督所
- 吉林省地方病第一防治研究所
- 吉林省地方病第二防治研究所
- 吉林省临床检验（省医疗机构质量监测评价中心）
- 吉林省健康教育中心
- 吉林省医学会秘书处
- 吉林省医学期刊社
- 吉林省卫生健康信息中心
- 吉林省卫生健康委员会国际交流与合作中心
- 吉林省省直干部保健室
- 吉林省社区卫生服务管理中心
- 吉林省公共卫生事件处置服务中心
- 吉林省人口计划考核站
- 吉林省卫生健康委员会宣传中心
- 吉林省卫生健康委员会药具管理中心
- 吉林省流动人口计划生育管理站
- 吉林省计划生育协会
- 吉林省医疗急救指挥中心
- 吉林省卫生健康委员会项目资金监管服务中心
- 吉林省职业卫生监督所

## 历任领导
主任
| 姓名 | 任期                  | 备注  |
| ---- | --------------------- | ----- |
| 张义 | 2018年10月－2021年7月 | [ 2 ] |
| 邢程 | 2021年7月－           | [ 3 ] |